# Фердинанд Марія Іноценц Баварський
Фердинанд Марія Іноценц Баварський (5 серпня 1699, Брюссель — 9 грудня 1738, Мюнхен) — баварський принц та імперський фельдмаршал з династії Віттельсбахів.

## Біографія
Фердинанд Марія Іноценц був сином курфюрста Максиміліана II Емануїла Баварського (1662—1726) від його шлюбу з Терезою Кунігундою Собеською (1676—1730), дочкою польського короля Яна III Собеського.
Служив генералом в імператорській армії. У 1738 році отримав звання фельдмаршала та імперського фельдцеугмейстера (генерала артилерії).
Помер у 1738 році і був похований у церкві Театинеркірхе у Мюнхені.

## Сім'я
Фердинанд Марія Іноценц одружився 5 лютого 1719 року в Закупах з Марією Анною Кароліною, донькою Філіпа Вільгельма Августа, пфальцграфа Нойбурзького. Від цього шлюбу мав дітей:
- Максиміліан Франц Йосип (1720—1738)
- Клеменс Франц де Паула (1722—1770)

В 1742 році одружився з пфальцграфинею Марією Анною з Зульцбаха (1722—1790)
- Тереза Еммануель (1723—1743)

У Фердинанда також був син від його позашлюбного роману з графинею Марією Аделаїдою Фортунатою Спаур (1694—1781):
- Йозеф Фердинанд (1718—1805), генерал полку «Граф Салернський», одружений:
  - у 1753 році з графинею Марі Мехтільдіс з Террінг (1734—1764)
  - у 1766 році з графинею Жозефою Ла Розе (пом. 1772)